# Pycnonotus conradi
El bulbul de Conrad (Pycnonotus conradi) es una especie de ave paseriforme de la familia Pycnonotidae propia del sudeste asiático. Hasta 2016 se consideraba una subespecie del bulbul de Blanford (Pycnonotus blanfordi).

## Distribución y hábitat
Se encuentra desde el norte de Tailandia a la península malaya e Indochina. Su hábitat natural son los bosques húmedos tropicales. 